# Tuber brumale
Espèce
La Tuber brumale, en abrégé brumale, est une espèce de champignons comestibles de la famille des Tuberaceae dans la classe des ascomycètes. Ce champignon est hypogé et vit en symbiose avec un arbre (chêne, noisetier, pin, tilleul…). Il est donc mycorhizé, ce qui veut dire qu'il a besoin d'un arbre hôte aux racines duquel il s'associe.

## Taxonomie

### Nom binomial accepté
Tuber brumale Vittad. 1831

### Synonymes
La brumale est dite truffe d'hiver, truffe musquée, ivernenco, pudendo ou rougeotte en Provence.

## Caractéristiques

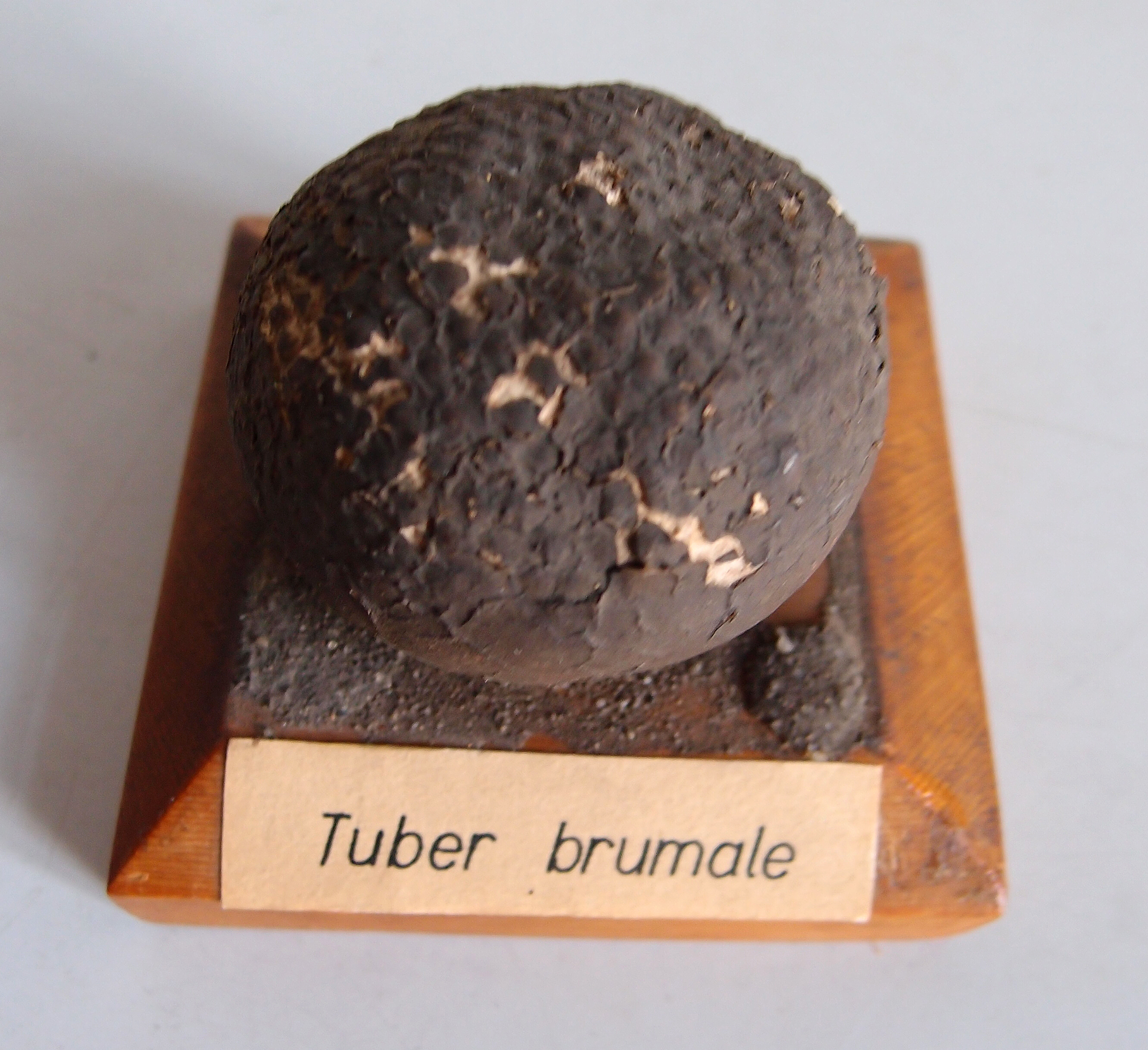
Tuber brumale
modèle du Botanischen Museum de Greifswald

Cette truffe est souvent confondue avec la mélanosporum tant elle se ressemblent. C'est la seule truffe à être classée parmi les truffes noires nobles au côté de la Tuber melanosporum.
Les écailles de la brumale ressemblent à des petites verrues contiguës, elle a un peridium de couleur brun foncé à noirâtre. Initialement de couleur noire, il devient rougeâtre à maturité. Fragile, il se décolle alors facilement ce qui peut aider à différencier la brumale de la mélano.
Cette truffe a la taille d'une noix et exceptionnellement celle d'une mandarine, généralement elle ne dépasse pas celle d'un œuf. Sa forme, plus ou moins sphérique, est arrondie et bosselée, sa chair translucide, d'un gris noir à noirâtre est marbrée de veines blanches épaisses et espacées,.
Elle dégage au nez un parfum musqué aussi fort qu'agréable. Sa bouche est marquée par un peu d'amertume et des notes de sous-bois. Elle pousse dans les mêmes zones que la mélano en symbiose avec les chênes et se récolte à la même époque. Son pouvoir de reproduction étant supérieur, elle concurrence sa rivale en colonisant ses aires de production. Sa maturité dans le midi de la France s'étale de décembre à mars.

## Norme Interfel
En 2006 une norme concernant les truffes fraîches (Tuber melanosporum et Tuber brumale) a été définie sur la base d'un accord interprofessionnel, afin d'améliorer et de qualifier l'offre. Les truffes mises à la vente doivent être entières, sans cassure. Elles doivent avoir l'odeur, la saveur et la couleur caractéristiques de leur espèce. Il faut qu'elles soient propres et brossées, exemptes de parasites et de pourriture. Enfin, elles doivent avoir un poids supérieur à 5 grammes.
Quelle que soit l'espèce, une truffe doit entrer dans l'une de ces trois catégories : Catégorie Extra où se retrouvent les truffes de qualité supérieure d'un calibre supérieur ou égal à 20 grammes, Catégorie I qui regroupe les truffes de bonne qualité comportant de légers défauts, ayant un calibre supérieur ou égal à 10 grammes, Catégorie II qui comprend toutes les autres truffes de calibre supérieur ou égal à 5 grammes.